# تای‌زونگ (لیائو)
امپراتور تای‌زونگ (۲۵ نوامبر ۹۰۲ – ۱۵ مه ۹۴۷) دومین امپراتور دودمان لیائو از ۱۱ دسامبر ۹۲۷ تا ۱۵ مه ۹۴۷ میلادی بود.

## پیشروی در شمال چین
امپراتور تای‌زونگ در پی دست‌یابی به قلمرو دولتهای کوچک و پراکندهٔ شمال چین، در سال ۹۴۵ میلادی به این منطقه یورش برد. فتوحاتی را که او آغازگر آن بود، جانشینانش ادامه دادند و در سالهای آینده موفق شدند کلیه شمال چین را از آنِ خود کنند.